# Slavko Štancer
Slavko Štancer (1872. – 1945.), hrvatski vojnik, časnik u vojskama Austro-Ugarske Monarhije i Nezavisne Države Hrvatske.

## Životopis
Prvog dana uspostave Nezavisne Države Hrvatske, 10. travnja 1941. bivši visoki časnik austro-ugarske vojske Slavko Kvaternik, zajedno s pješačkim pukovnikom austro-ugarske vojske Slavkom Štancerom, ratnim vojnim invalidom bez desne ruke, započeo je ustrojavanje hrvatskih oružanih snaga. Štancer je postavljen za zapovjednika vojske i mornarice, proglašen je generalom pješačkim 12. travnja 1941. Nositelj je prava naslova "Vitez".
U Narodnim novinama 18. travnja 1941. godine objavljeno je rješenje o ustrojstvu vojske i mornarice Hrvatskog domobranstva, navodi se da će poslove oko ustrojstva nove vojske obavljati privremeno predsjedništvo čiji su članovi bili: general Slavko Štancer (kopnene snage), admiral Đuro Jakčin (ratna mornarica), pukovnik Vladimir Kren (zrakoplovstvo), Josip Marković (željeznice i promet), Zvonimir Pavešić (cestovni promet), Hinko Krenčić (pošta) i Petar Petković (javni red i sigurnost).
Uhićen je u Austriji 1945., i suđen u Zagrebu. Komunistička jugoslavenska vlast ga je osudila na smaknuće. Štancer je tražio milost od Josipa Broza Tita, u nadi da će nastaviti vojnu karijeru, s obzirom na to da je bio obučeni časnik. Tito je pomilovanje odbio, no Štancer je ipak izbjegao kaznu. Preminuo je prirodnom smrću noć prije smaknuća.